# Herbert Schottelius
Herbert Schottelius (né le 14 juillet 1913 à Hambourg et mort le 18 avril 1974 à Buchenbach) est un officier allemand (colonel) et historien militaire. Il dirige le Bureau de recherche historique militaire de 1969 à 1972.

## Biographie
Schottelius étudie l'histoire, la géographie, l'ethnologie et les langues romanes à l'Université de Hambourg et à l'Université de Königsberg de 1933 à 1938. En 1938, il reçoit son doctorat sous la direction d'Adolf Rein (de) (le co-évaluateur est Egmont Zechlin (de)) à l'Université de Hambourg avec sa thèse Mittelamerika als Schauplatz deutscher Kolonisationsversuche 1840–1865.
En 1939, il devient assistant de recherche au Séminaire historique et effectue des recherches à l'Institut germano-dominicain de recherche tropicale (DDTFI) à Saint-Domingue en 1939/40. Il y travaille avec le méso-américain Franz Termer (de) et surtout avec des naturalistes et des médecins. Le voyage de retour en Allemagne est difficile en raison de la bataille de l'Atlantique. De 1940 à 1945, il est enrôlé dans la Wehrmacht.
Après la Seconde Guerre mondiale, il est interprète allié dans la zone d'occupation britannique à Hambourg. En 1948, il réussit l'examen de professeur et devint assistant de recherche au département d'histoire d'outre-mer de l'Institut historique de l'Université de Hambourg. En 1952, il devient employé scientifique de la commission scolaire d'Hambourg (de) et dirige temporairement le Centre de recherche sur l'histoire contemporaine à Hambourg (de) de 1933 à 1945 ; En 1956, il est le dernier employé à quitter l'établissement.
À partir de mai 1956, il est capitaine du personnel avancé et dans les années 1950, il est commandant d'un groupe d'enseignement majeur à l'École de direction interne de la Bundeswehr (de) (InFüSBw) à Cologne/Coblence. De 1963 à 1967, le lieutenant-colonel et attaché de Défense pour l'Argentine, la Bolivie et l'Uruguay à l'Ambassade d'Allemagne à Buenos Aires. De 1969 à 1972, il est colonel chef du Bureau de recherche historique militaire (MGFA) à Fribourg-en-Brisgau .
Herbert Schottelius est enterré au cimetière d'Ohlsdorf. La tombe dans le carré de grille AF 15 est maintenant déserte et envahie par la végétation.

## Travaux (sélection)
- Mittelamerika als Schauplatz deutscher Kolonisationsversuche 1840–1865. Christians, Hamburg 1939.
- (Hrsg. mit Wilhelm Deist (de)): Marine und Marinepolitik im kaiserlichen Deutschland, 1871–1914. Militärgeschichtliches Forschungsamt, Droste, Düsseldorf 1972,  (ISBN 3-7700-0319-5). (2. Auflage 1981)
- (mit Inge Buisson): Die Unabhängigkeitsbewegungen in Lateinamerika, 1788–1826 (= Handbuch der lateinamerikanischen Geschichte). Klett-Kotta, Stuttgart 1980,  (ISBN 3-12-911400-9).